# Heliconia sarapiquensis
Heliconia sarapiquensis là một loài thực vật có hoa trong họ Heliconiaceae. Loài này được G.S.Daniels & F.G.Stiles mô tả khoa học đầu tiên năm 1979.

## Hình ảnh

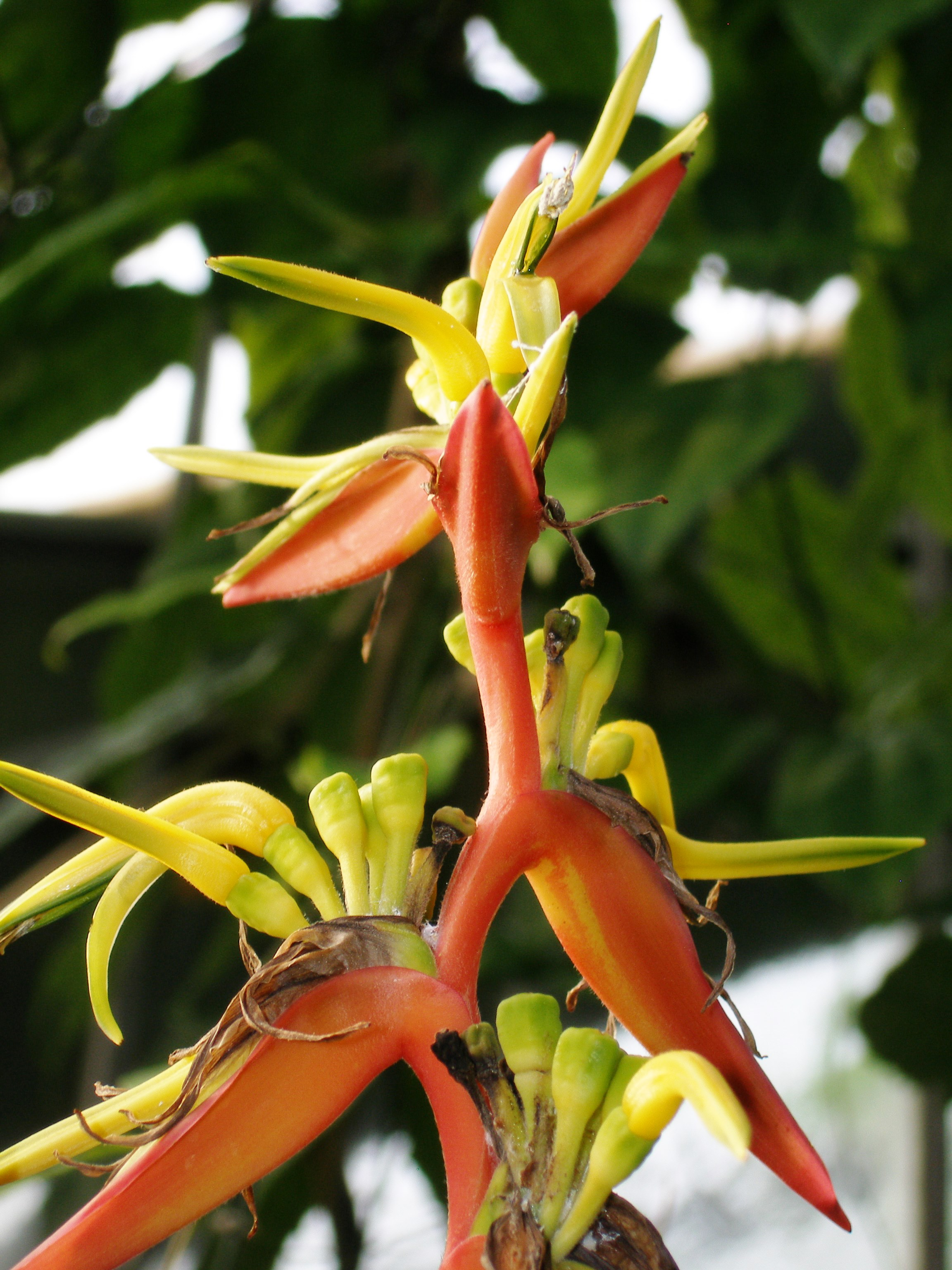